# Shabazz Napier
Shabazz Bozie Napier, né le 14 juillet 1991 à Roxbury, un quartier de Boston, est un joueur américano-portoricain de basket-ball. Il mesure 1,80 m et évolue au poste de meneur.

## Carrière universitaire
Napier intègre l'équipe universitaire des Huskies de l'université du Connecticut en 2010.
Les Huskies remportent le championnat NCAA 2011 avec des joueurs comme Kemba Walker, Jeremy Lamb, Alex Oriakhi ou encore Niels Giffey.
Les Huskies remportent le championnat NCAA 2014, battant en finale les Wildcats du Kentucky. Napier est nommé meilleur joueur (Most Outstanding Player) du tournoi.
Le 31 mars 2014, Napier est nommé dans le meilleur cinq de l'année (All-Americans) en compagnie de Doug McDermott, Russ Smith, Jabari Parker et Nick Johnson. Il obtient aussi le Bob Cousy Award (en) qui récompense le meilleur meneur de la saison universitaire.

## Carrière professionnelle

### Heat de Miami (2014-2015)
Le 26 juin 2014, Napier est choisi en 24e position de la draft 2014 de la NBA par les Hornets de Charlotte. Dans la soirée, il est envoyé au Heat de Miami contre un tour de la draft 2015 et une compensation financière du club floridien.
Lors de la Summer League, il effectue des débuts plutôt convaincants. Le 18 juillet 2014, il signe avec le Heat après quatre matches en Summer League où il marque en moyenne 10,2 points par match. Le 13 décembre 2014, il est envoyé chez le Skyforce de Sioux Falls en D-League et est rappelé par le Heat deux jours plus tard. Le 30 décembre 2014, il est renvoyé en D-League puis rappelé le 7 janvier 2015 par le Heat. Le 20 février 2015, il réalise son meilleur match de la saison en le terminant avec 18 points, 7 rebonds et 6 passes décisives lors de la victoire des siens 111 à 87 contre les Knicks de New York.

### Magic d'Orlando (2015-2016)
Le 26 juillet 2015, il est transféré au Magic d'Orlando contre un second tour de draft protégé.

### Trail Blazers de Portland (2016-2018)
Le 7 juillet 2016 il est envoyé aux Trail Blazers de Portland. Il inscrit son record de points en carrière le 10 avril 2017 contre les Spurs de San Antonio.

### Nets de Brooklyn (2018-2019)
Agent libre à l'été 2018, il signe avec les Nets de Brooklyn un contrat d'un an, plus une en option équipe.

### Timberwolves du Minnesota (2019-2020)
Le 1er juillet 2019, il est envoyé aux Warriors de Golden State. Il est ensuite envoyé vers les Timberwolves du Minnesota en compagnie de Treveon Graham.

### Wizards de Washington (2020)
Le 4 février 2020, il est envoyé aux Nuggets de Denver dans un échange. Deux jours plus tard, il est envoyé aux Wizards de Washington.

### Zénith Saint-Pétersbourg (2021-2022)
En juillet 2021, Napier s'engage pour une saison avec le Zénith Saint-Pétersbourg.
Après l'invasion de l'Ukraine par la Russie en février 2022, Napier quitte le Zénith. Il ne joue aucune rencontre officielle avec le club.

## Clubs successifs
- 2010-2014 :  Huskies du Connecticut (NCAA)
- 2014-2015 : 
  -  Heat de Miami (NBA)
  -  Skyforce de Sioux Falls (D-League)
- 2015-2016 :  Magic d'Orlando (NBA)
- 2016-2018 :  Trail Blazers de Portland (NBA)
- 2018-2019 :  Nets de Brooklyn (NBA)
- 2019-2020 :
  -  Timberwolves du Minnesota (NBA)
  -  Wizards de Washington (NBA)
- 2021-2022 :  Zénith Saint-Pétersbourg

## Palmarès
- Champion NCAA I en 2011 et 2014
- NCAA Final Four Most Outstanding Player (2014)
- Consensus first-team All-American (2014)
- Bob Cousy Award winner (2014)
- AAC Player of the Year (2014)
- First-team All-AAC (2014)
- First-team All-Big East (2013)
- Husky of Honor (2014)

## Records sur une rencontre en NBA
Les records personnels de Shabazz Napier, officiellement recensés par la NBA sont les suivants :
| Type de statistique        | Saison régulière | Saison régulière        | Saison régulière | Playoffs | Playoffs                          | Playoffs      |
| Type de statistique        | Record           | Adversaire              | Date             | Record   | Adversaire                        | Date          |
| -------------------------- | ---------------- | ----------------------- | ---------------- | -------- | --------------------------------- | ------------- |
| Points                     | 32               | 2 fois                  | 2 fois           | 14       | Warriors de Golden State          | 24 avril 2017 |
| Paniers marqués            | 10               | 2 fois                  | 2 fois           | 4        | 2 fois                            | 2 fois        |
| Paniers tentés             | 20               | Spurs de San Antonio    | 10 avril 2017    | 11       | Warriors de Golden State          | 24 avril 2017 |
| Paniers à 3 points réussis | 6                | Heat de Miami           | 10 avril 2019    | 3        | Warriors de Golden State          | 24 avril 2017 |
| Paniers à 3 points tentés  | 13               | Heat de Miami           | 10 avril 2019    | 7        | Warriors de Golden State          | 24 avril 2017 |
| Lancers francs réussis     | 11               | 2 fois                  | 2 fois           | 4        | @ 76ers de Philadelphie           | 23 avril 2019 |
| Lancers francs tentés      | 14               | Heat de Miami           | 8 mars 2020      | 4        | 3 fois                            | 3 fois        |
| Rebonds offensifs          | 4                | Kings de Sacramento     | 27 janvier 2020  | 1        | 3 fois                            | 3 fois        |
| Rebonds défensifs          | 8                | Thunder d'Oklahoma City | 25 janvier 2020  | 3        | @ 76ers de Philadelphie           | 23 avril 2019 |
| Rebonds totaux             | 10               | Thunder d'Oklahoma City | 25 janvier 2020  | 4        | @ 76ers de Philadelphie           | 23 avril 2019 |
| Passes décisives           | 13               | Thunder d'Oklahoma City | 25 janvier 2020  | 10       | @ 76ers de Philadelphie           | 23 avril 2019 |
| Interceptions              | 4                | 3 fois                  | 3 fois           | 2        | @ Pelicans de La Nouvelle-Orléans | 19 avril 2018 |
| Contres                    | 2                | 6 fois                  | 6 fois           | -        | -                                 | -             |
| Balles perdues             | 7                | @ Knicks de New York    | 20 février 2015  | 3        | 2 fois                            | 2 fois        |
| Minutes jouées             | 41               | @ Bulls de Chicago      | 1er janvier 2018 | 21       | @ Pelicans de La Nouvelle-Orléans | 19 avril 2018 |

- Double-double : 4 (dont 1 en playoffs)
- Triple-double : 1

Dernière mise à jour : 28 septembre 2020

## Salaires en NBA
| Année       | Equipe                    | Salaire     |
| ----------- | ------------------------- | ----------- |
| 2014-2015   | Heat de Miami             | 1 238 640 $ |
| 2015-2016   | Magic d'Orlando           | 1 294 440 $ |
| 2016-2017   | Trail Blazers de Portland | 1 350 120 $ |
| 2017-2018   | Trail Blazers de Portland | 2 361 360 $ |
| 2018-2019   | Nets de Brooklyn          | 1 942 422 $ |
| 2019-2020   | Wizards de Washington     | 1 882 867 $ |
| Total gains |                           | 8 127 427 $ |